# Goethe-Jahr (1949)

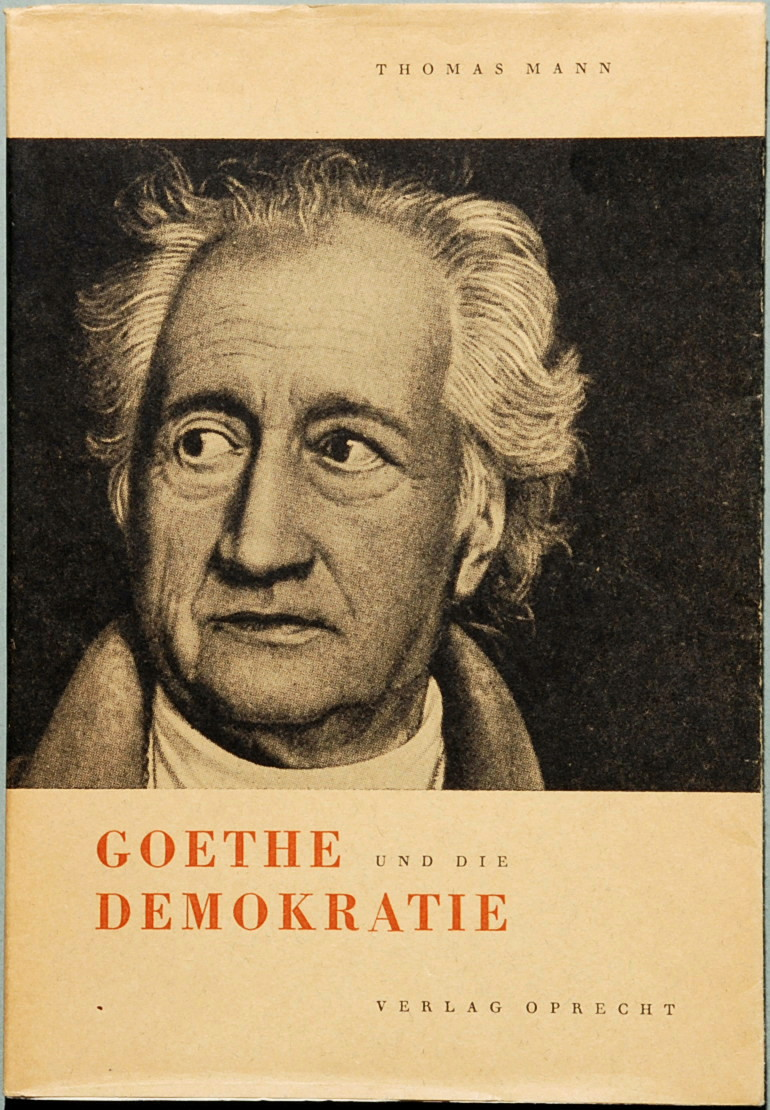
Thomas Mann: Goethe und die Demokratie

Im Jahr 1949 wurde das Goethe-Jahr in beiden Teilen Deutschlands abgehalten, welches einerseits das 200. Geburtsjahr Johann Wolfgang Goethes ehrt und zugleich eine Inszenierung der neugegründeten Deutschen Demokratischen Republik, aber auch der Bundesrepublik Deutschland darstellt.
„Im Umfeld seines 200. Geburtstages wird Goethe als größter deutscher Dichter und stellvertretend für Werte wie Humanität in den großen Reden und den teilweise heftigen Debatten darüber (Jaspers, Th. Mann, Beutler u. a.) zum moralischen Rettungsanker und wichtigen Haltepunkt bei der Suche nach Neuorientierung stilisiert. Dabei zeigen sich bereits gravierende Unterschiede zwischen der Rezeption im Westen und im Osten Deutschlands.“
In Weimar liefen die Vorbereitungen unter dem Oberbürgermeister Gerhard Hempel. Ein Mittelpunkt war dabei zweifellos der Auftritt des Schriftstellers und Literaturnobelpreisträgers Thomas Mann. Mann hielt denselben Vortrag wie in Weimar am 1. August 1949 im Deutschen Nationaltheater auch in Frankfurt am Main, Goethes Geburtsort. 1949 erhielt Mann die Weimarer Ehrenbürgerschaft. In der DDR traten Dichter wie Johannes R. Becher auf. Erich Honecker eröffnete am 21. März 1949 als Leiter der FDJ feierlich die Goethetage der Jugend.
Einen hohen Stellenwert nahmen dabei Goethes Werkausgaben in einem Spektrum einer noch eher bescheidenen Buchproduktion ein. Insbesondere der Faust spielte eine wesentliche Rolle. Auch der Wiederaufbau des Goethehauses in Frankfurt 1947–1951 spielte hierbei eine wichtige Rolle. Die künstlerisch bedeutendste Ausgabe mit Illustrationen von Max Beckmann konnte allerdings erst 1957 erscheinen.
Die Deutsche Post gab 1949 zu diesem Anlass eine Briefmarkenserie heraus.